# Olival Basto
Olival Basto – parafia (freguesia) gminy Odivelas i jednocześnie miejscowość w Portugalii. W 2011 liczyła 5812 mieszkańców na obszarze 1,39 km².